# Greeley megye (Kansas)
Greeley megye az Amerikai Egyesült Államokban, azon belül Kansas államban található. Megyeszékhelye és legnagyobb városa Tribune. Lakosainak száma 1284 fő (2020. április 1.).

## Szomszédos megyék
- Wallace megye (észak)
- Wichita megye (kelet)
- Hamilton megye (dél)
- Prowers megye (délnyugat)
- Kiowa megye (nyugat)
- Cheyenne megye (északnyugat)

## Népesség
A megye népességének változása:
| Lakosok száma | 1256 | 1250 | 1271 | 1290 | 1330 | 1284 |
|               | 2010 | 2011 | 2012 | 2013 | 2015 | 2020 |